# Бројберг
Бројберг (њем. Breuberg) град је у њемачкој савезној држави Хесен. Једно је од 15 општинских средишта округа Оденвалд. Према процјени из 2010. у граду је живјело 7.279 становника. Посједује регионалну шифру (AGS) 6437004.

## Географски и демографски подаци
Бројберг се налази у савезној држави Хесен у округу Оденвалд. Град се налази на надморској висини од 160-332 метра. Површина општине износи 30,8 km². У самом граду је, према процјени из 2010. године, живјело 7.279 становника. Просјечна густина становништва износи 237 становника/km².

## Међународна сарадња
| Мјесто        | Држава   | Врста сарадње | Од    |
| ------------- | -------- | ------------- | ----- |
| Дунаујварош   | Мађарска | контакт       | 1994. |
|               | Чешка    | контакт       | 1994. |
|               | Чешка    | контакт       | 1994. |
|               | Чешка    | контакт       | 1995. |
| Винер Нојштат | Аустрија | контакт       | 1979. |
| Извор         |          |               |       |